# 11686 Samuelweissman
11686 Samuelweissman este o planetă minoră (asteroid) din centura de asteroizi. A fost descoperită pe 20 martie 1998 la Experimental Test Site⁠(d) de Lincoln Near-Earth Asteroid Research. 
Obiectul prezintă o orbită caracterizată de o semiaxă mare de 2,1945279 UAi, o excentricitate de 0,12, o înclinație de 5,69977 ° în raport cu ecliptica.